# Battaglia dei forti di Taku (1860)
La battaglia dei forti di Taku del 1860, o battaglia dei forti di Taku (第三次大沽口之戰T), fu un episodio della seconda guerra dell'oppio. Ebbe luogo presso i forti di Taku (chiamati anche Forti Peiho), a circa 60 chilometri a sud-est della città di Tientsin.

## Contesto

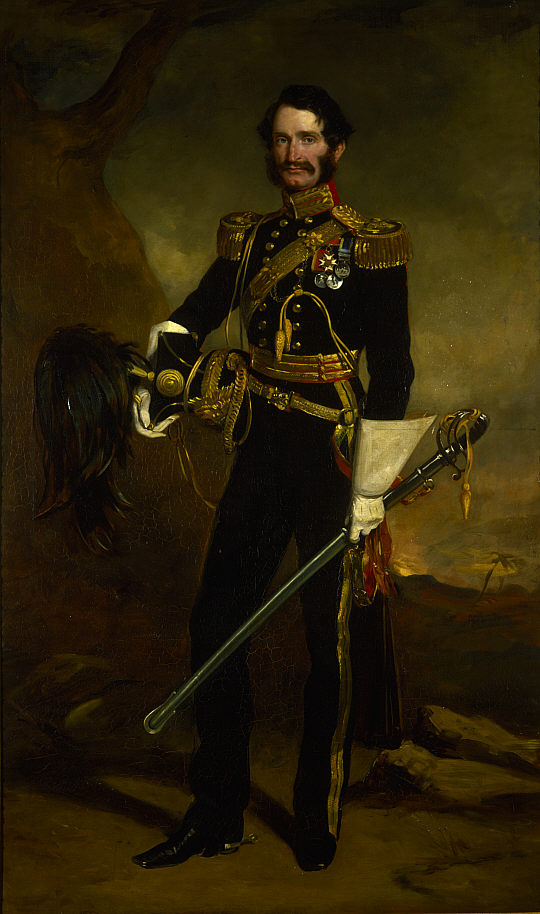
James Hope Grant

L'obiettivo della spedizione alleata franco-britannica era quello di risalire il fiume Heng He per costringere il governo cinese di Pechino a rispettare i trattati di Tientsin firmati nel 1858, che includevano il permesso agli inglesi di continuare il commercio di oppio in Cina. Il tenente generale Hope Grant era il comandante britannico; al comando dei francesi vi era il tenente genale Charles Cousin-Montauban, Comte de Palikao. La forza alleata era composta da 11000 britannici, tra cui circa 1000 cavalieri, e 6700 francesi. I forti di Taku erano difesi da 7000 soldati Qing, tra cui circa 2000 cavalieri. I cinesi disponevano di almeno 45 pezzi di artiglieria.
Un anno prima era già stato fatto un tentativo di risalire il fiume, ma nella seconda battaglia dei forti di Taku inglesi e francesi avevano subìto una disastrosa sconfitta. A seguito di questa umiliazione, il capitano Fisher del corpo degli ingegneri reali e tre navi britanniche, il Cruiser, il Forester e lo Starling, effettuarono sopralluoghi nella zona, sia a terra che lungo la costa: i loro rapporti avrebbero determinato la strategia per il prossimo tentativo. Inoltre la conclusione dei moti indiani del 1857 aveva nel frattempo liberato truppe per rinforzare la base di Hong Kong

## La battaglia
Per evitare che si ripetesse il disastro del 1859, il 30 luglio 1860 l'esercito anglo-francese sbarcò a Beitang, 16 km a nord dei forti. Pochi giorni dopo, una truppe in ricognizione si diresse verso i forti di Taku per osservarli da vicino; due soldati britannici furono feriti dai proiettili di un jingal cinese. L'intera forza fu fatta sbarcare il 7 agosto 1860 e pochi giorni dopo, il 12 agosto 1860, la forza alleata avanzò.
Respingendo le forze nemiche che le si opponevanodi fronte a loro, tra cui 2000 cavalieri, la spedizione anglo-francese arrivò ai forti I forti erano quattro, due a nord e due a sud. I francesi volevano attaccare i forti meridionali, ma il sopralluogo di Fisher indicava che la chiave era il forte principale settentrionale. Il 17 agosto 1860 fu adottato il suo piano.
Nella notte tra il 20 e il 21 agosto 1860 vennero approntate cinque batterie, utilizzando fascine realizzate con i muri e i tetti di paglia delle caserme vicine:
1. 6 pezzi da campo francesi e 1 cannone da 8 pollici
2. 3 mortai da 8 pollici La piattaforma della batteria era fatta con coperchi di bara spessi 15 cm
3. 2 mortai da 32 libbre e 2 obici da 8 pollici.
4. 2 cannoni da 8 pollici
5. 6 cannoni Armstrong

Aperto il fuoco il mattino seguente, ci vollero quattro ore per distruggere l'artiglieria del forte. L'assalto principale al forte cinese fu portato con due colonne, una britannica e una francese. Seguirono pesanti combattimenti mentre gli attaccanti attraversavano diversi fossati e palizzate di bambù chiodate.
La forza anglo-francese attaccò inizialmente la porta principale delle fortificazioni, ma si scoprì che c'erano due fossati pieni d'acqua e molti spuntoni. Un ingegnere riuscì a tagliare le corde che reggevano il ponte levatoio, ma era troppo danneggiato dall'artiglieria per poter essere usato efficacemente come via d'accesso. L'attacco principale fu quindi sferrato contro le mura utilizzando delle scale. La colonna francese riuscì a salire per prima sul parapetto. Il primo ufficiale britannico a entrare nel forte fu il tenente Robert Montresor Rogers, che in seguito fu insignito della Victoria Cross per il coraggio dimostrato quel giorno. Fu subito seguito da un soldato semplice, John McDougall, anch'egli insignito della Victoria Cross. All'interno del forte la resistenza continuò per tre ore e mezza prima che gli attaccanti ne prendessero il controllo.
Durante i combattimenti, 14 soldati britannici furono uccisi. I feriti britannici furono, invece, 47; tra questi il tenente Rogers. Le forze francesi subirono 158 perdite. Più di 100 difensori furono uccisi, molti altri feriti; 45 i cannoni catturati.
Una bandiera di tregua arrivò su una barca da uno dei forti meridionali. All'inviato non fu permesso di negoziare e la forza anglo-francese avanzò con due reggimenti freschi, i Buffs e l'8º Fanteria del Punjab, che attaccarono il secondo forte settentrionale sotto una pioggia battente. La resistenza offerta fu scarsa e il forte fu rapidamente conquistato. I due forti meridionali capitolarono.
I coolie della Cina meridionale prestarono servizio con le forze francesi e britanniche, contro i Qing.

## Conseguenze
Il 21 agosto 1860 furono conferite sette Victoria Cross a soldati del 44º e del 67º reggimento a piedi.
La battaglia fu uno degli ultimi grandi scontri della seconda guerra dell'oppio. La via fluviale verso Pechino era ormai aperta e tutti i 22 forti lungo il fiume fino a Tianjin capitolarono, come capitolò la città stessa. L'esercito avrebbe marciato fino alla battaglia di Palikao. I combattimenti si conclusero il 13 ottobre 1860 con l'occupazione alleata di Pechino e con l'accettazione da parte cinese dei trattati commerciali.

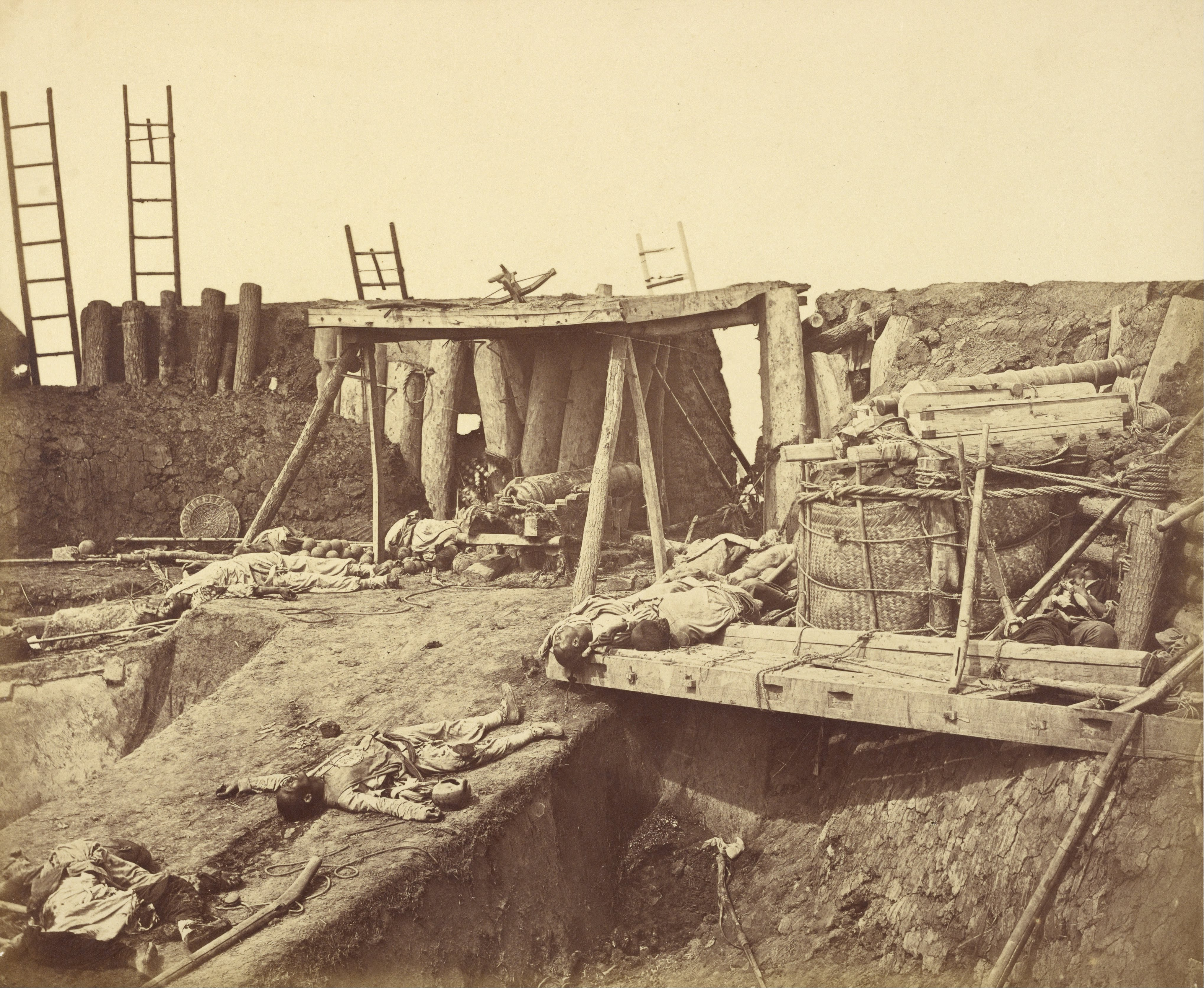
Interno del forte settentrionale dopo la cattura
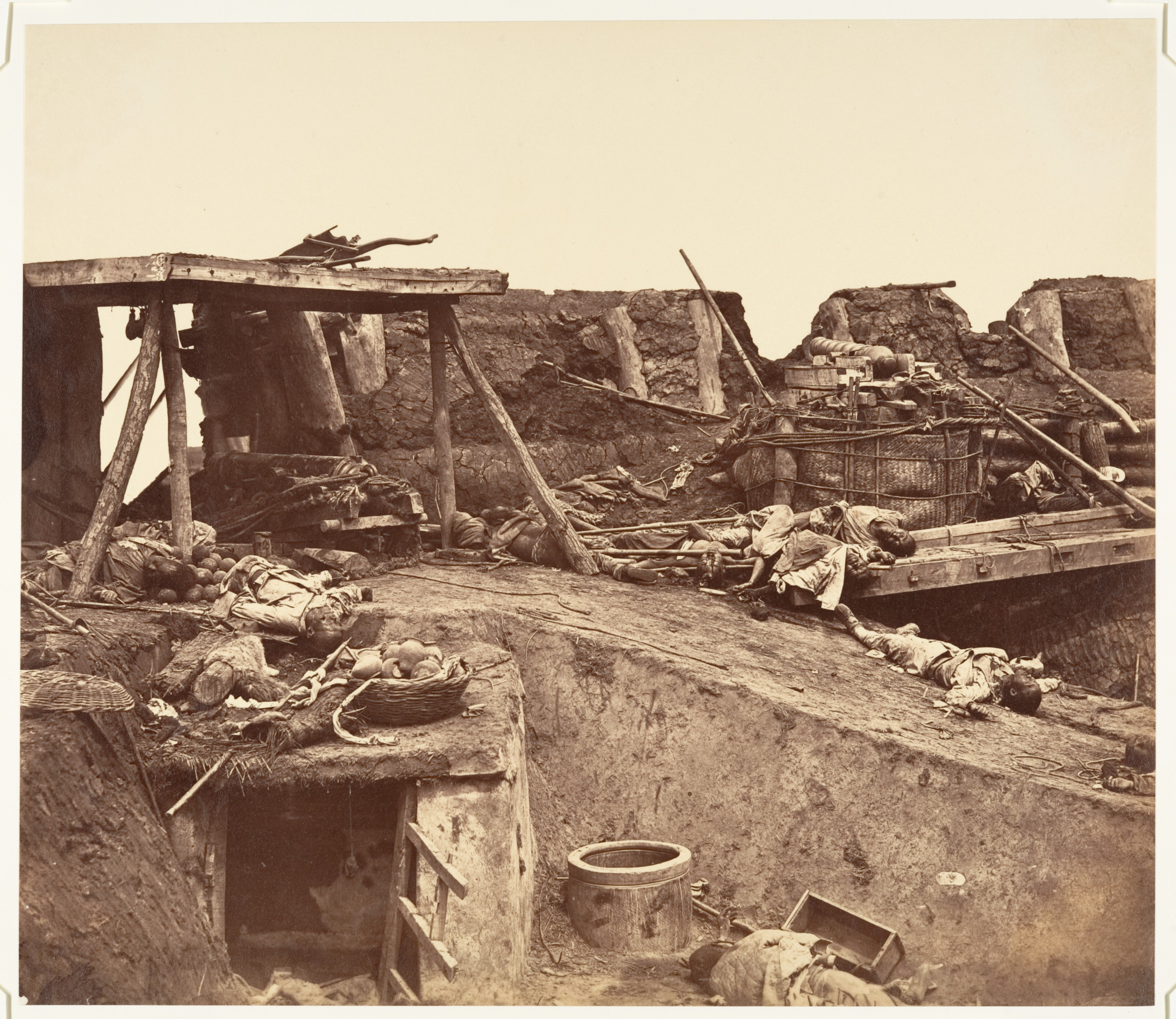
I forti di Taku dopo la conquista